# Acylophorus derougemonti
Acylophorus derougemonti  (лат.) — вид жуков-стафилинид из подсемейства Staphylininae. 

## Распространение
Остров Мадагаскар, Parc National Ranomafana, Vohiparara, 21 14' 10 S, 47 23' 45 E.

## Описание
Мелкие жуки с вытянутым телом, длина от 8,5 до 11,3 мм. Основная окраска чёрная и коричневая, усики и ноги светлее. Голова округлая, в 1,1 раз длиннее своей ширины, с тремя парами интерокулярных щетинок. Пронотум блестящий, слега поперечный, в 1,1 раз шире своей длины. Надкрылья поперечные, в 1,3 раз шире своей длины. Вид был впервые описан в 2018 году и назван в честь Guillaume de Rougemont, собравшего типовой материал.